# Maurice Blomme
Maurice Blomme (Oostnieuwkerke, 29 oktober 1926 — Roeselare, 11 april 1980) was een professionele Belgische wielrenner.

## Carrière
Hij moest het in zijn meer dan 60 overwinningen als beroepsrenner vooral hebben van ontsnappingen. Hij was een sterke tijdrijder en werd in 1949 nationaal uurrecordhouder. In 1950 won hij de twaalfde rit in de Ronde van Frankrijk. Blomme werd ook nationaal kampioen voor militairen in 1947 en won in 1950 het Kampioenschap van Vlaanderen te Koolskamp.
Zijn naam blijft altijd verbonden aan een van zijn sterkste overwinningen: de tijdrit Grote Landenprijs 1950 over 141 km. In de Grote Landenprijs behaalde hij ook nog ereplaatsen (tweede in 1952 na Louison Bobet, derde in 1949 en vijfde in 1951 en 1953).
In 1948 nam hij deel aan de ploegenachtervolging van 4000 meter op de Olympische Zomerspelen in Londen, de ploeg eindigde hier als vijfde.
Zoals meerdere renners uit die tijd, was Blomme naast beroepsrenner ook cafébaas en fietsenmaker, waardoor hij de laatste jaren van zijn carrière geen grote uitslagen meer behaalde.

## Erelijst

### Baan
| Jaar           | BK            | EK       | WK       | Overige                                        |
| Amateurs       | Amateurs      | Amateurs | Amateurs | Amateurs                                       |
| -------------- | ------------- | -------- | -------- | ---------------------------------------------- |
| 1947           | Achtervolging |          |          |                                                |
| 1948           |               |          |          | Olympische Spelen: 5e ploegenachtervolging     |
| Beroepsrenners |               |          |          |                                                |
| 1949           |               |          |          |                                                |
| 1950           | Achtervolging |          |          | Rumbeke (achtervolging) · Rumbeke (Flying Lap) |
| 1951           | Achtervolging |          |          |                                                |

### Weg
1947
Belgisch kampioen militairen
1949
3 etappes in de Ronde van Marokko
Staden
Zottegem - Dr. Tistaertprijs
Aaigem
1950
Belgisch kampioen ploegentijdrit
Omloop van de 3 provincies
Omloop van Houtland
Omloop van Oost-Vlaanderen
Handzame
Vilvoorde-Houtem
Kachtem
Roeselare
Wingene
Retie
Grote Landenprijs
Omloop van de Westkust
Kampioenschap van Vlaanderen te Koolskamp
12de etappe Tour de France te Perpignan
Zottegem - Dr. Tistaertprijs
1951
Belgisch kampioen ploegentijdrit
Brussel-Ingooigem
GP Kellen
1ste etappe Parijs-St. Etienne
Hooglede
Aardooie
Sint-Andries
Anzegem
Boezinge
Komen
Vilvoorde-Houtem
Kortrijk
GP van de Constructeurs
Wingene
Anzin
Zottegem - Dr. Tistaertprijs
1952
Hooglede
Soignies
Kachtem
Zingem
Eke
Kruishoutem
Berlare
1953
4e etappe (deel B) Ronde van Luxemburg
Stene
Houthulst
1954
Omloop van Houtland
Aniche
Lessen
Ruiselede
Omloop der Vlaamse Ardennen in Ichtegem
Omloop Mandel-Leie-Schelde
GP Stad Vilvoorde
1955
2de etappe en eindstand in de Omloop van het Oosten
Le Bizet
Oostende
Kachtem
Douai
Criterium Aarschot
1956
Soignies
Oostrozebeke
1957
Tielt

## Resultaten in voornaamste wedstrijden
| Jaar | Ronde van Italië | Ronde van Frankrijk | Ronde van Spanje |
| ---- | ---------------- | ------------------- | ---------------- |
| 1949 |                  |                     |                  |
| 1950 |                  | opgave (1)          |                  |
| 1951 |                  |                     |                  |
| 1952 |                  | opgave              |                  |
| 1953 |                  |                     |                  |
| 1954 |                  |                     |                  |
| 1955 |                  |                     |                  |
| 1956 |                  |                     |                  |
| 1957 |                  |                     |                  |

| Jaar | Gent-Wevelgem | Ronde van Vlaanderen | Parijs-Roubaix | Luik-Bast.‑Luik | Ronde van Lombardije | Omloop Het Volk | Parijs-Tours | Waalse Pijl |
| ---- | ------------- | -------------------- | -------------- | --------------- | -------------------- | --------------- | ------------ | ----------- |
| 1949 |               |                      | 84e            |                 | 42e                  | 4e              |              | 37e         |
| 1950 |               | 17e                  | 23e            |                 |                      |                 | 12e          | 5e          |
| 1951 | 11e           |                      | 21e            |                 |                      | 28e             | 5e           |             |
| 1952 | Zilver        | 18e                  | 11e            | 40e             |                      | 32e             |              | 19e         |
| 1953 | 12e           | 16e                  | 10e            | 24e             |                      | 26e             | 11e          |             |
| 1954 | 9e            |                      | 45e            |                 |                      |                 |              | 62e         |
| 1955 |               |                      | 22e            |                 |                      |                 |              |             |
| 1956 |               |                      |                |                 |                      | 17e             |              |             |
| 1957 | 32e           | 72e                  |                |                 |                      |                 |              |             |

Wielerploegen van Maurice Blomme
Bahamontes ·
Blomme ·
Bolzan ·
Botella ·
Bover ·
Chiti ·
Ciampi ·
Company ·
Couvreur ·
Decock ·
Desmet ·
Emiliozzi ·
Ernzer ·
Fini ·
Fornasari ·
Galdeano ·
Gandolfi ·
Gaul ·
Gelhausen ·
Gillen ·
Girardini ·
Gola ·
Guarguaglini ·
Hoevenaars ·
Jiménez ·
Kerckhove ·
Loroño ·
Luyten ·
Manzaneque ·
Metra ·
Moreno ·
Mostajo ·
Pacheco ·
Paternoster ·
Pavesi ·
Pellegrini ·
Ruiz ·
Scappini ·
Schils ·
Schroeders ·
Serra ·
Strehler ·
Timoner ·
Vandaele ·
Van Gompel ·
Van Looveren · 

Van Looy ·
Verplaetse